# 有經者
有經者（阿拉伯語：اهل الكتاب；希伯來語：עם הספר）各個宗教定義不同，猶太教的「有經者」只限猶太人自身。在伊斯蘭教指的是受啟示者，常指亚伯拉罕诸教的信徒，包括猶太人（律法書）、基督徒（新約聖經）、拜星教徒和拜火教徒。有時會包括其他宗教信徒，比如佛教徒。

## 有經者的特徵
- 信仰唯一真神與神創論
- 共同的先知，如亞伯拉罕、摩西、耶穌
- 信世界末日、死後復活、審判、天使、撒旦、天堂、地獄

## 影響
由於各個流派對於《古蘭經》的解讀並不一致，故各派的穆斯林對猶太人及基督徒的態度，亦時有不同。在穆斯林國家，有經者屬於受保護的次等公民，至於多神教與無神論者則不在被保護的範圍內，不過會依據當地政府的規定而時寬時嚴，甚至佛教徒有時都會被認定為有經者。值得注意的是，穆罕默德曾以武力淨化阿拉伯半島的信仰，接納有經者的教義是向外擴張、出了阿拉伯半島後才實施的。反之穆罕默德重返麥加前曾說過，對於宗教絕無強迫，卻在重返麥加後根除多神教（這里的有經者的信仰是指一神教信仰）。